# Om, Jesu, på min vandringsstig
Om, Jesu, på min vandringsstig är en kristen psalm. Texten är skriven av Johan Olof Wallin.

## Publicerad i
- 1819 års psalmbok, som nummer 145 under rubriken "Nådens medel".
- Den svenska psalmboken 1937, som nummer 181 under rubriken "C. Kyrkan och nådemedlen".